# Upside Down (filme)
Upside Down (Mundos Opostos, no Brasil) é um filme de ficção científica e romance escrito e dirigido por Juan Diego Solanas. Estreando Jim Sturgess e Kirsten Dunst, o filme é sobre um homem procurando um universo alternativo para um amor perdido em sua juventude.

## Sinopse
Adam (Sturgess) é um cara comum em seu universo. Ele vive humildemente tentando pagar suas despesas, mas o seu espírito romântico segura a memória de uma garota que ele conheceu uma vez de outro mundo, um mundo invertido e refletido com a sua própria gravidade, acima, mas além do alcance… uma garota chamada Eden (Dunst). Seu flerte de infância se torna um amor impossível. Mas quando ele vê a imagem de Eden mais velha na televisão, nada vai ficar no caminho de tê-la de volta ... nem mesmo as leis da Física.

## Elenco
- Jim Sturgess como Adam
- Kirsten Dunst como Eden
- Timothy Spall como Bob Boruchowitz
- Neil Napier como Security agent

## Produção
A empresa de produção francesa Studio 37 inicialmente procurou por um co-produtor americano, e recebeu respostas positivas de representantes em Hollywood que leram o roteiro. Entretanto, por causa de diferenças culturais, eles decidiram procurar parceiros europeus em vez disso, como eles pensaram que seria essencial para o projeto ser impulsionado principalmente pelo seu diretor. O filme foi eventualmente produzido pela Studio 37, Onyx Films e a empresa do Canadá, a Transfilm, com um orçamento de 50 milhões de dólares.
Variety reportou para a Cannes Film Market em 2009 que Kirsten Dunst e Emile Hirsch estavam em negociações para interpretar os dois papéis principais do filme. Meses depois a mesma revista disse que Jim Sturgess estava no elenco ao invés de Hirsch.
Fotografia começou em Montreal em Fevereiro de 2010. Filmagem e pós-produção foram no Canadá porque o país tem baixas taxas de impostos para produção de filmes. O produtor Dimitri Rassam disse: "Nós não podíamos fazer Upside Down sem o sistema de fundos francês mas não havia nenhuma maneira que nós poderíamos ter filmado [na França] porque o desconto do imposto não é atraente o suficiente."

## Lançamento
O filme será distribuído na França através da Warner Bros. local, enquanto Samuel Goldwyn Films comprou os direitos Norte-Americanos e a Lionsgate comprou os direitos para o Reino Unido.